# Gaétan Boucher
Gaétan Boucher (ur. 10 maja 1958 w Quebecu) – kanadyjski łyżwiarz szybki, czterokrotny medalista olimpijski i wielokrotny medalista mistrzostw świata.

## Kariera
Pochodzący z francuskojęzycznej części Kanady Boucher jest jednym z najbardziej utytułowanych kanadyjskich panczenistów. Specjalizował się w dystansach sprinterskich. Pierwszy medal wywalczył na mistrzostwach świata w wieloboju sprinterskim w Inzell w 1979 roku, gdzie zajął drugie miejsce za Erikiem Heidenem z USA. Wynik ten powtarzał trzykrotnie: na MŚ w West Allis (1980), MŚ w Alkmaar (1982), MŚ w Heerenveen (1985). W tej samej konkurencji zdobył też złoty medal podczas mistrzostw świata w Trondheim, wyprzedzając bezpośrednio Siergieja Chlebnikowa z ZSRR i Norwega Kaia Arne Engelstada. W 1980 roku brał udział w igrzyskach olimpijskich w Lake Placid, gdzie zdobył srebrny medal na dystansie 1000 m. Na rozgrywanych cztery lata później igrzyskach w Sarajewie zdobył złoto na 1000 i 1500 m, a w biegu na 500 m był trzeci. W tym samym roku został uhonorowany Nagrodą Oscara Mathisena. Dwukrotnie bił rekordy świata. 